# アモス・ピーパー
アモス・ピーパー（Amos Pieper, 1998年1月17日 - ）は、ドイツ・ノルトライン＝ヴェストファーレン州リューディングハウゼン出身のサッカー選手。ブンデスリーガ・ヴェルダー・ブレーメン所属。ポジションはDF。

## クラブ経歴
2010年にボルシア・ドルトムントのユースアカデミーに入団。2015年にU-18に昇格し、即先発に定着。2016年には練習試合でトップチームに合流するなど期待された。2017年にはBチームに昇格。更に2018年にはトップチームに昇格。2018-19シーズン半ばにはブンデスリーガデビューが期待されていた。
しかし、1月29日にアルミニア・ビーレフェルトに移籍。加入後先発に定着し、2019-20シーズンはツヴァイテリーガで優勝し、2008-09シーズン以来のブンデスリーガ復帰が決定。ピーパー自身もキッカー選定の2部リーグベストイレブンに選出された。
2022年5月18日、ヴェルダー・ブレーメンと契約し、同年7月より加入することが発表された。